# Filipina Carlota de Prusia
Filipina Carlota de Prusia (en alemán Philippine Charlotte von Preußen; Berlín, 13 de marzo de 1716 - Brunswick, 16 de febrero de 1801) fue una princesa de la Casa de Hohenzollern y por matrimonio duquesa de Brunswick-Wolfenbüttel.
Está catalogada como compositora, ya que se cree que escribió marchas y otra música.

## Biografía
Filipina Carlota de Prusia era el cuarto vástago del rey Federico Guillermo I de Prusia (1688-1740) y su consorte Sofía Dorotea de Hannover (1687-1757), hija del rey Jorge I. Entre sus hermanos se contaban el famoso rey prusiano Federico II el Grande (1712-1786), la reina de Suecia Luisa Ulrica y la princesa Guillermina.

## Matrimonio y descendencia

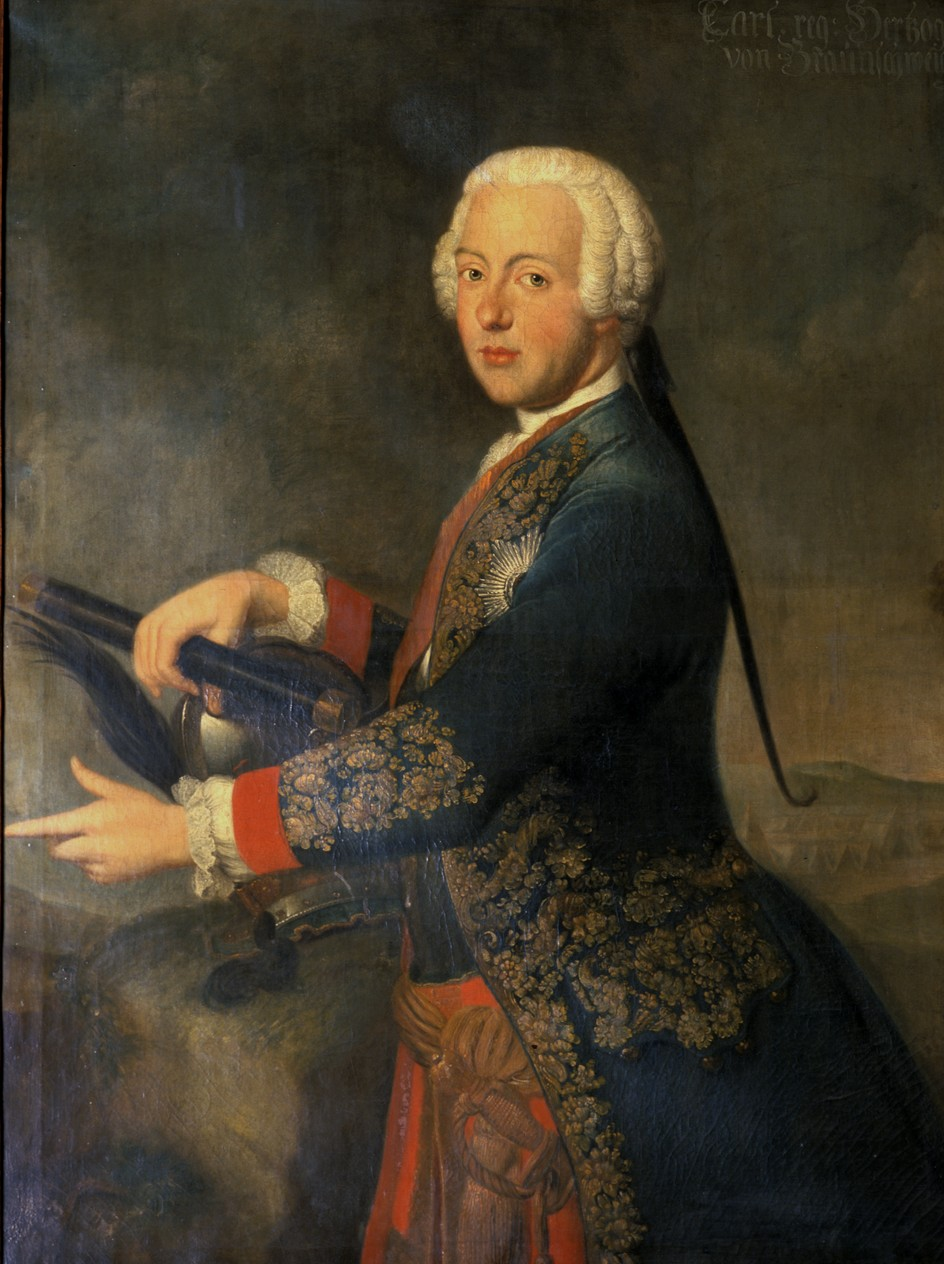
Carlos I de Brunswick-Wolfenbüttel (1713-1780), esposo de Filipina, hacia 1735.

El 2 de julio de 1733 contrajo matrimonio en la ciudad de Berlín con el duque Carlos I de Brunswick-Wolfenbüttel, primogénito de Fernando Alberto II Brunswick-Luneburgo, a quien heredó en el ducado a su muerte en 1735.
La pareja ducal tuvo trece hijos:
- Carlos Guillermo Fernando de Brunswick (1735-1806), casado con la princesa Augusta de Gran Bretaña, hermana del rey Jorge II
- Jorge Francisco (1736-1737)
- Cristián Luis (1738-1742)
- Sofía Carolina (1737-1817), casada con Federico, margrave de Brandeburgo-Bayreuth
- Ana Amalia (1739-1807), casada con Ernesto Augusto II de Sajonia-Weimar-Eisenach (1737-1758)
- Federico Augusto (1740-1805)
- Alberto Enrique (1742-1761), murió sin descendencia
- Luisa (1743-1744)
- Guillermo Adolfo (1745-1770), murió sin descendencia
- Isabel Cristina Ulrica (1746-1840), casada con su primo el rey Federico Guillermo II de Prusia, pero se divorciaron por adulterio
- Federica (1748-1758), murió a los 10 años
- Augusta Dorotea (1749-1810), abadesa de Gandersheim
- Maximiliano Julio Leopoldo (1752-1785), sin descendencia.

La doble alianza matrimonial entre Prusia y Brunswick por su matrimonio con Carlos I, y la de su hermano Federico con la hermana de Carlos, Isabel Cristina, llevó a una alianza permanente de las casas protestantes más importantes del norte de Alemania, Prusia y Brunswick. Los lazos familiares de las dos dinastías dieron como resultado la alianza de Brunswick y Prusia en la Guerra de los Siete Años, y la carrera de los hijos al servicio de Prusia.
Filipina Carlota fue descrita como sutil, muy educada e hija de la Ilustración. Trabajó independientemente de un extracto de los escritos filosóficos de Christian von Wolff en francés. La duquesa persiguió, en parte debido a la influencia del consejero ducal Johann Friedrich Wilhelm Jerusalem, la vida intelectual alemana muy de cerca. Apreciaba al poeta Salomon Gessner y mantuvo una relación personal con Friedrich Gottlieb Klopstock. La dramaturga Lessing también formaba parte de su círculo. 
Como duquesa consorte, la vida de la corte de Filipina Carlota se centró en el círculo de conversación que mantuvo antes y después de la cena en sus apartamentos estatales en el Grauer Hof, al que atrajo a académicos y hombres de letras con cargos en la corte. La corte de Brunswick asistía a algunas representaciones de ópera y bailes públicos al año de acuerdo con la etiqueta de la corte, pero el gran gasto de su esposo pronto hizo necesario tener una vida en la corte más económica. 
Crio a su hijo Carlos en reverencia a su hermano, Federico el grande, le dio una educación humanista con el Abbé Jerusalem entre sus tutores y lo envió a un Gran Tour con el arqueólogo Winckelmann como compañero. Ella le dirá a su hijo: “Te prohíbo volver a presentarte ante mis ojos si no has hecho hechos dignos de tu nacimiento y tu parentesco”.
En 1773, Carlos I se vio obligado a nombrar regente a su hijo, y en 1780 murió y fue sucedido por su hijo.
La princesa sueca Hedwig Isabel Carlota la describió a ella, así como a su familia, en el momento de una visita en agosto de 1799:
Nuestro primo, el duque, llegó inmediatamente a la mañana siguiente. [...] Después de que nos dejó, visité a la duquesa viuda, la tía de mi consorte. Es una dama agradable, muy educada y muy respetada, pero ahora tan mayor que casi ha perdido la memoria.
Filipina Carlota dejó a la biblioteca Wolfenbüttel su propia colección de 4.000 volúmenes.

## Títulos y tratamientos
Esta tabla aún no está actualizada. Puedes contribuir aportando información sobre títulos y tratamientos de esta persona.